# Hohnhorstsee
Der Hohnhorstsee ist ein See im Nordosten der Stadt Lehrte in der Region Hannover.

## Geographie
Der See liegt am nordöstlichen Stadtrand von Lehrte an der A2. Zwischen Autobahn und dem See liegt die Raststätte Lehrter See Süd. Der See befindet sich am Rand des Stadtparks Lehrte und bildet dessen nördliches Ende. Im Westen des Sees liegen zwei kleine Inseln.

## Geschichte
Der See entstand Mitte der 1930er Jahre durch Kiesabbau zum Fertigen der Autobahn.
Seiner Entstehung entsprechend trug das Gewässer bis in die 1950er Jahre den Namen Autobahnsee. Zu dieser Zeit wurde der See im Sommer als Badesee genutzt. Bis 1980 befand sich am östlichen Seeufer die Autobahnraststätte Hotel Halves.

## Nutzung
Der Stadtpark, der See und der nahe Hohnhorster Wald dienen als Naherholungsgebiet. Auf dem See ist Rudern und Tretbootfahren möglich. Am See befindet sich ein Restaurant, außerdem nutzt ein Modellbauclub den See und unterhält am Südufer ein Vereinsheim. Im Winter wird der See bei entsprechender Witterung als Eislauffläche genutzt.

## Bildergalerie

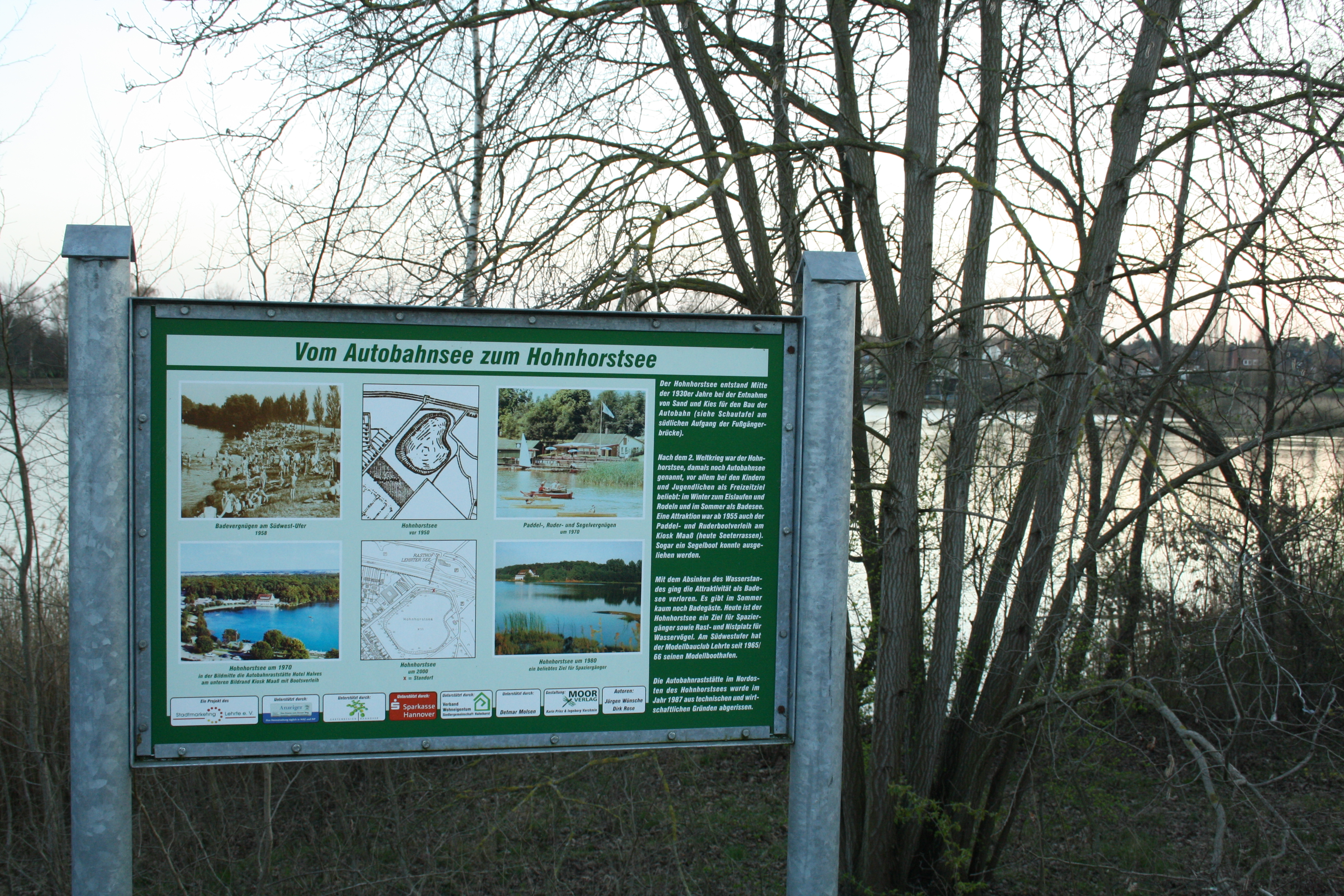
Hinweistafel zur Seegeschichte
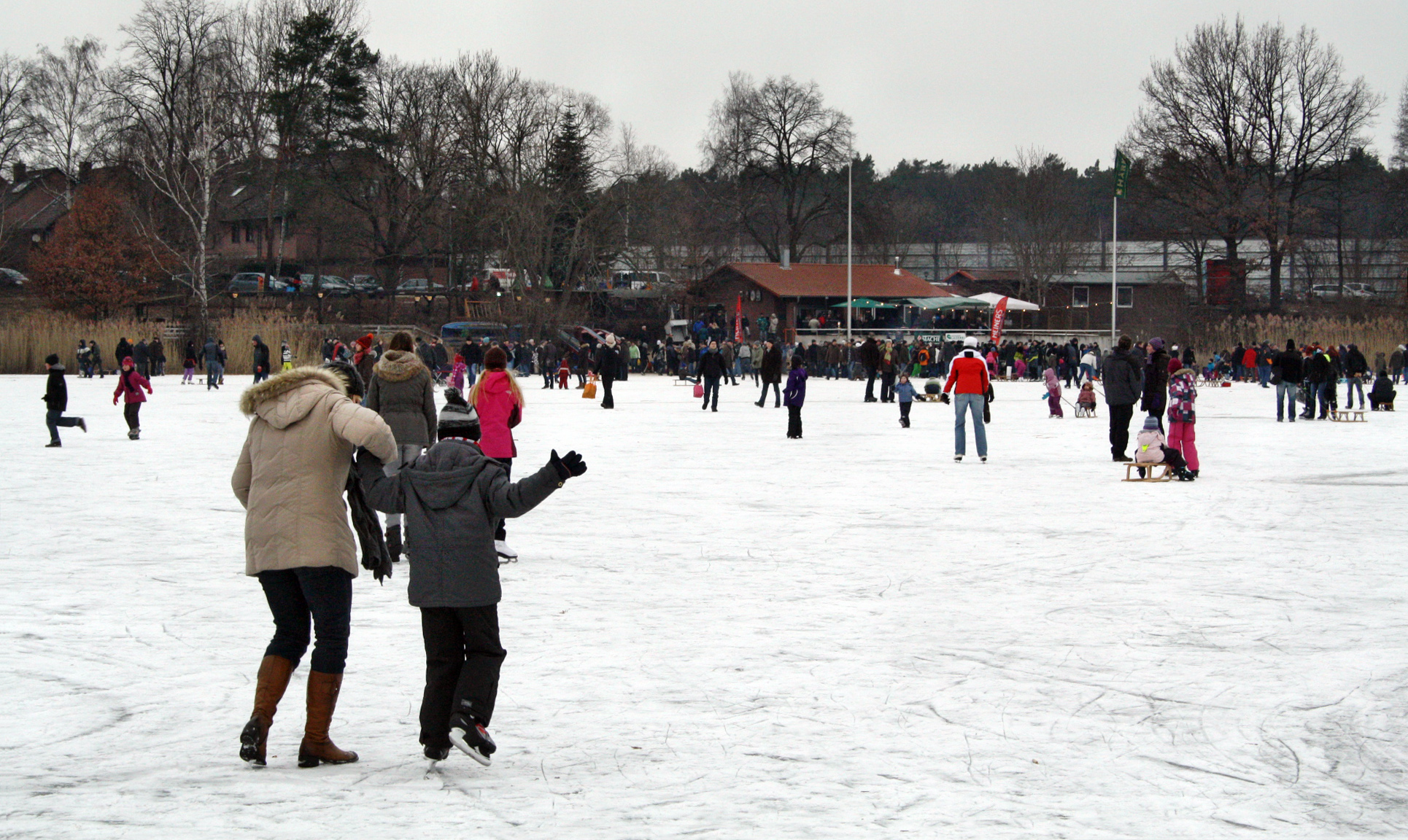
Hohnhorstsee im Winter
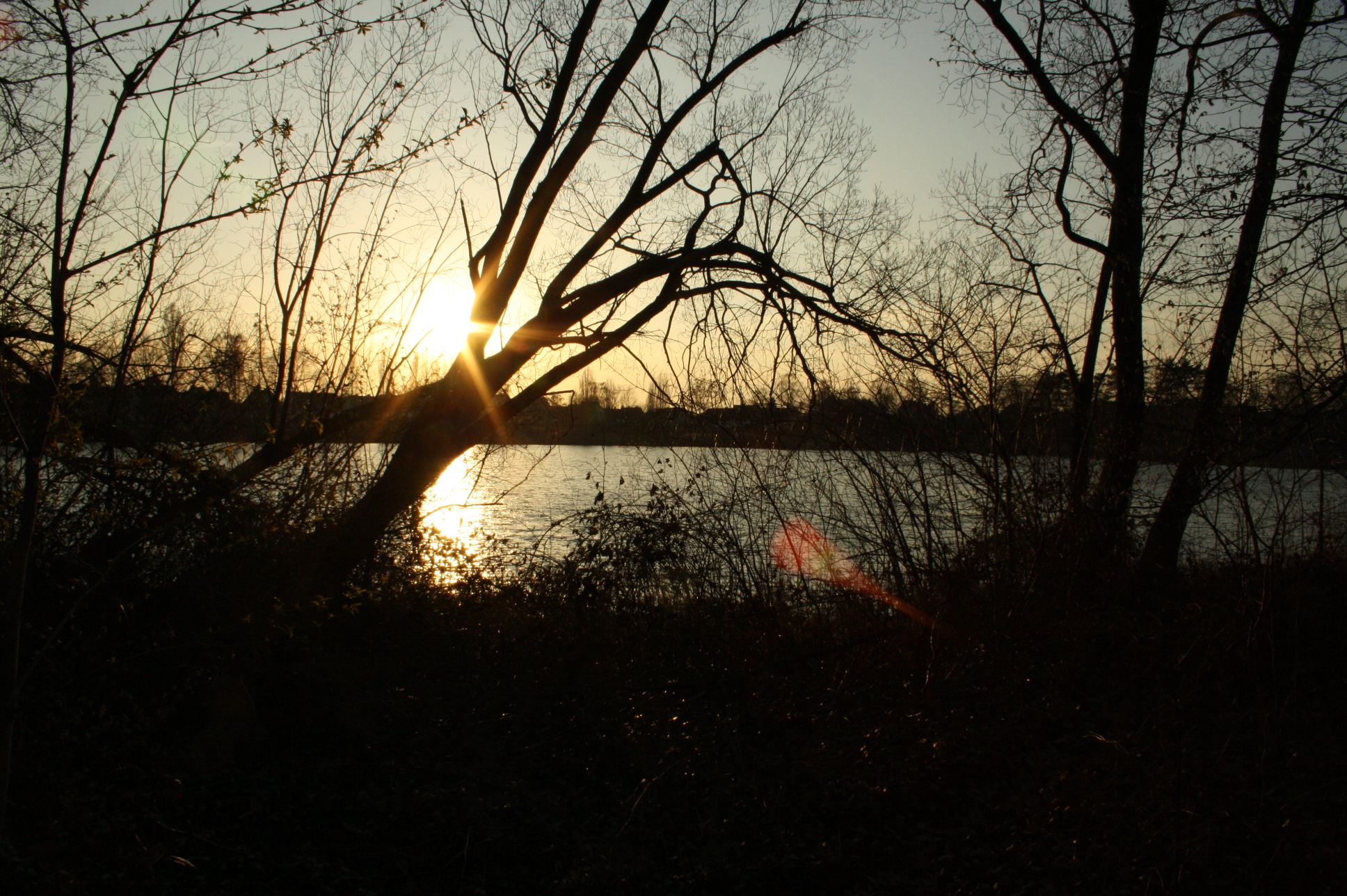
Sonnenuntergang, März 2012